# Hippolyte Mondain
Ne doit pas être confondu avec Georges Hippolyte Mondain.
Hippolyte Mondain (en serbe, Иполит Монден) ou Hippolyte Florentin Mondain, né le 24 avril 1811 à Mantes-la-Jolie et mort le 23 janvier 1900 à Paris 17e, est un militaire français, qui a dirigé le ministère de la Défense du royaume de Serbie de 1862 à 1865.

## Carrière
Alors qu'il est capitaine de génie, Mondain est envoyé à Belgrade de 1853 à 1856 : sa mission est d'étudier les possibilités de défense de la Serbie si elle est entraînée dans la guerre de Crimée.
Nommé colonel, il est nommé en 1861 à la tête du ministère de la Défense du royaume de Serbie et le dirige de sa création jusqu'en 1865,. Il met en place une série de réformes pour organiser l'armée serbe selon le modèle français.
Il a été commandeur de l'ordre national de la Légion d'honneur.